# DB-Baureihe 423
Die Triebzüge der  Baureihe 423/433 sind Elektrotriebzüge für den S-Bahn-Verkehr deutscher Großstädte. Als Nachfolger der DB-Baureihe 420 weisen sie gleichfalls 12 Fahrgasttüren pro Seite auf und ihre Fahrzeuglänge blieb unter 70 Metern. Die Baureihe 423 ist jedoch als vierteiliger Gliederzug mit Jakobs-Drehgestellen konzipiert, sodass ein Drehgestell eingespart wurde. Die Fahrzeuge wurden von 1998 bis 2007 gebaut. Etwa die Hälfte der 462 Züge sind im Bestand der S-Bahn München, die übrigen sind bei der S-Bahn Köln, der S-Bahn Stuttgart und der S-Bahn Rhein-Main im Einsatz.
Mit Baureihe 423 werden die beiden angetriebenen Endwagen bezeichnet, während die ebenfalls angetriebenen Mittelwagen in die Baureihe 433 eingeordnet werden.

## Beschreibung

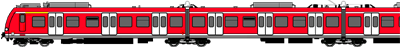
Schematische Seitenansicht eines S-Bahn-Triebzugs der Baureihe 423

Die vierteiligen Triebzüge der Baureihe 423 sind 67,40 Meter lang. Der Triebzug ist für den S-Bahn-Betrieb konzipiert und besitzt daher kein WC. Als Leichtbaufahrzeug besteht er größtenteils aus Aluminium. Als Antrieb wird hier Drehstromtechnik mit Bremsstromrückspeisung eingesetzt, die Leistung beträgt 2350 Kilowatt. Die zulässige Höchstgeschwindigkeit des Triebzugs beträgt 140 km/h.
Ein Triebzug der Baureihe 423 besteht dabei aus vier Wagen:
1. Endtriebwagen (ETW) 1: 423 001 – 462
2. Mitteltriebwagen (MTW) 2: 433 001 – 462
3. Mitteltriebwagen (MTW) 3: 433 501 – 962
4. Endtriebwagen (ETW) 4: 423 501 – 962

Die Ordnungsnummern der einzelnen Wagen beruhen dabei im Lieferzustand stets auf dem gleichen Schema, die vorderen beiden Wagen haben die gleiche Ordnungsnummer, während die hinteren beiden Wagen die um 500 erhöhte Ordnungsnummer tragen.
Ein einzelner Triebzug ist ein „Kurzzug“, zwei Triebzüge bilden einen sogenannten „Vollzug“, drei Züge einen „Langzug“.

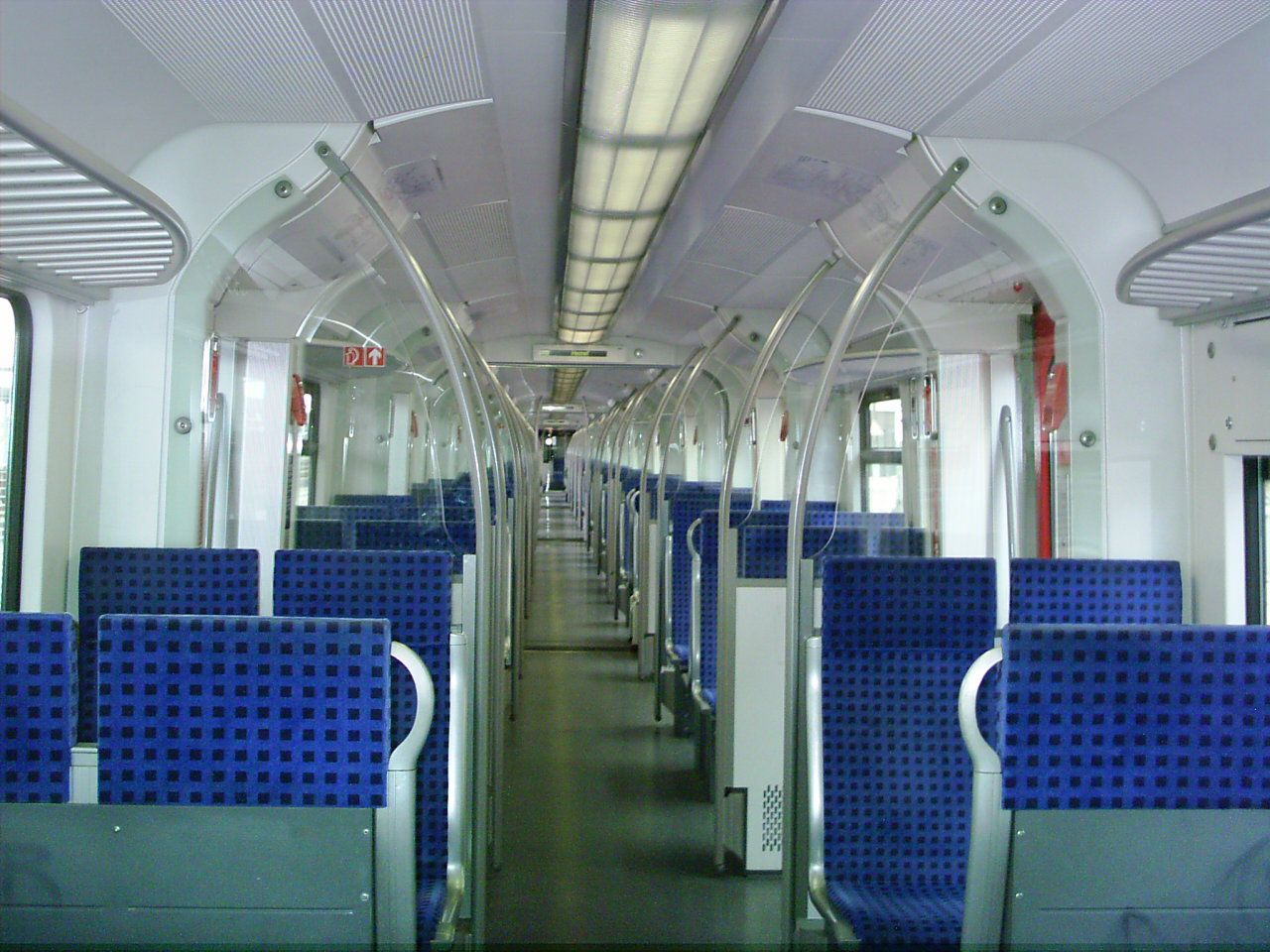
Ansicht des Fahrgastraumes (2005)

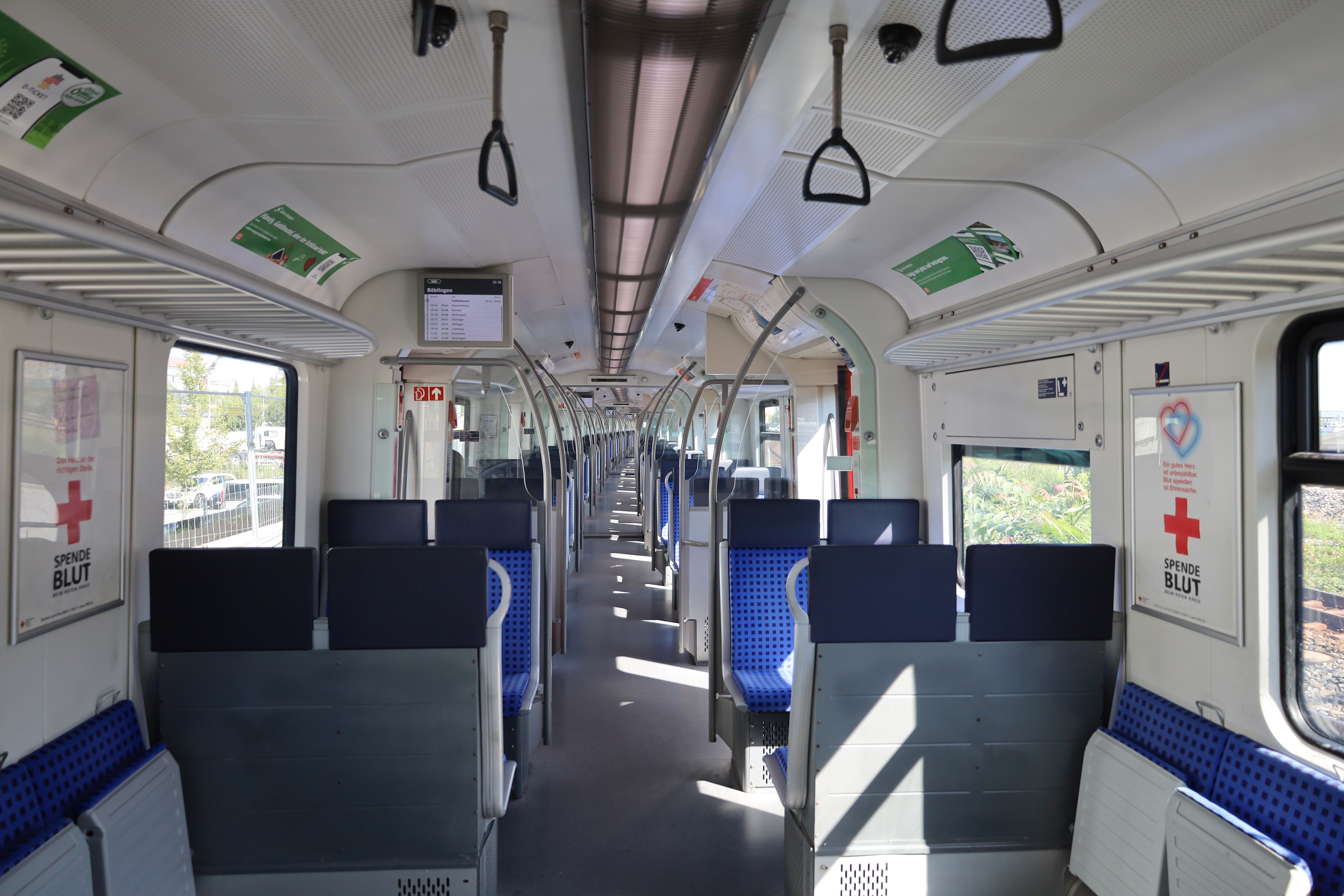
Fahrgastraum in Stuttgart (2025)

Man kann von einem Ende des Fahrzeugs bis zum anderen durchgehen, wobei in der Ursprungsausführung in der Mitte des Triebwagens eine abschließbare Tür eingebaut war, mit der es in nachfrageschwachen Zeiten möglich sein sollte, einen Teil des Fahrzeugs leer zu lassen, um eine größere soziale Kontrolle durch dichtere Belegung zu erhalten. Die Triebwagen besitzen im Inneren ein Fahrgastinformationssystem (FIS), welches abwechselnd die Zielhaltestelle und die nächste Haltestelle anzeigt und durch eine einmalige akustische Ansage der nächsten Haltestelle ergänzt wird. Des Weiteren erfolgt eine Ansage, auf welcher Seite der Ausstieg möglich sein wird. Zudem sind sie mit einem System zur technischen Abfertigung (TAV) ausgestattet, wobei der Triebfahrzeugführer die Türen nicht selbst überwachen muss, dies wird von Lichtschranken übernommen. Im Jahr 2007 wurde dieses Verfahren jedoch vorübergehend außer Betrieb genommen, bis Lichtgitter über nahezu die gesamte Höhe des Einstiegsbereichs nachgerüstet wurden (siehe Türschließung und Lichtschranken).
Die Fahrzeuge unterscheiden sich von den ähnlich aussehenden Regionalverkehrs-Baureihen 424, 425 und 426 durch den um 180 Millimeter breiteren Wagenkasten, drei statt zwei Türen je Wagenseite, das fehlende WC, eine Fußbodenhöhe von 1.025 Millimetern über Schienenoberkante, die um 20 km/h geringere Höchstgeschwindigkeit sowie die Möglichkeit, maximal in Dreifachtraktion fahren zu können (424–426: maximal Vierfachtraktion). Fahr- und Bremstechnik sind dagegen nahezu identisch.
Das Dreilicht-Spitzensignal kann im Betrieb von Abblendlicht auf Fernlicht umgeschaltet werden. Einige Triebwagen (423 238 und 423 268 der S-Bahn München) waren statt mit normalen Scheinwerfern mit LED-Scheinwerfern im Einsatz, bei denen das Licht von grünen und roten LEDs zu einer ausgewogeneren spektralen Verteilung beigemischt wurde. Mit der Modernisierung wurden alle Fahrzeuge auf warmweiße LED-Module umgerüstet.
Die Öffnungen der zwölf Türen pro Seite sind 1300 mm breit.

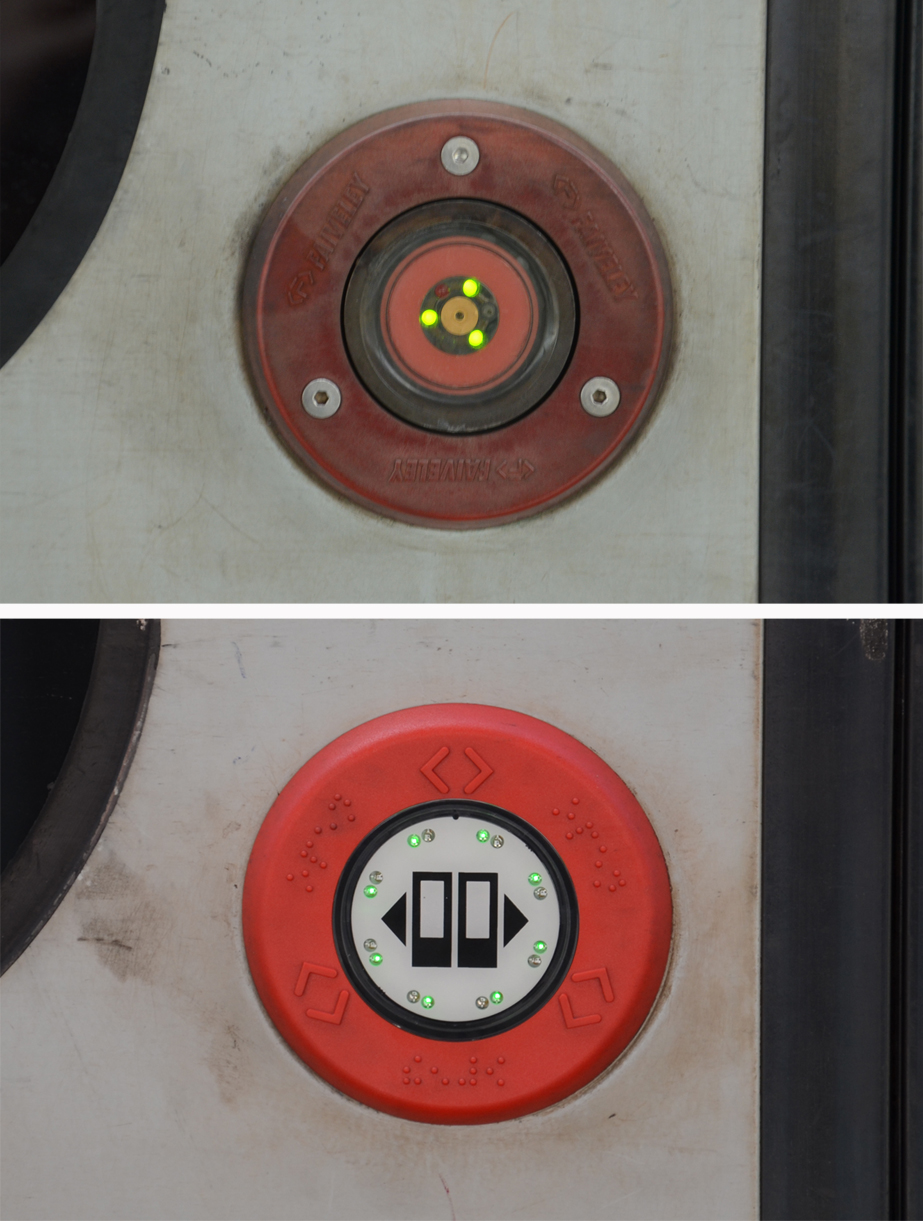
Alte (oben) und zur Erprobung eingebaute Türtaster (unten)

Zur Türöffnung werden elektronische Taster verwendet, die die Türfreigabe mit wenigen Leuchtdioden signalisieren und auf mechanischen Druck reagieren. Die ursprünglichen Taster mit etwa daumengroßer Druckfläche gaben nur ein optisches Feedback über die Berührung. Bei Triebzug 423 089 der S-Bahn München wurden im März 2012 zur Erprobung neue Taster eingebaut, die im Gegensatz dazu kapazitiv funktionierten (in München finden sich diese Taster auch bei allen Linienbussen sowie neueren U-Bahnen und Straßenbahnen wieder). Im Zuge der Modernisierung erhielten die Fahrzeuge Taster mit größerer Druckfläche, Leuchtring sowie hör- und spürbarer Betätigung.
Die Baureihe wurde in fünf Bauserien geliefert:
- 1. Bauserie: 423 001 – 423 190
- 2. Bauserie: 423 191 – 423 305
- 3. Bauserie: 423 306 – 423 371
- 4. Bauserie: 423 372 – 423 396
- 5. Bauserie: 423 397 – 423 462

Die letzten schon 2007 gebauten Fahrzeuge 423 444 – 456 wurden wegen der Probleme mit der Türsicherung erst Anfang 2010 in Betrieb genommen.
Auf der Baureihe 423 aufbauend wurde von 2008 bis 2010 als Nachfolge die Baureihe 422 ausgeliefert. Durch deren neuen Fahrzeugkopf erhöhte sich die Länge eines Triebzugs um zwei Meter gegenüber den Baureihen 420 und 423. Von der Baureihe 422 abgeleitet wird seit 2012 die Baureihe 430 ausgeliefert, die nur noch 90 Zentimeter länger als die Baureihen 420 und 423 ist und damit auch als Langzug an 210 Meter lange Bahnsteige passt.
Das mittlere der fünf Drehgestelle ist weder angetrieben noch gebremst.

### Entwicklung und Beschaffung
Das Bundesbahn-Zentralamt München beschäftigte sich ab 1990 im Rahmen einer Projektstudie mit der Nachfolge der bis 1997 in acht Baureihen und 480 Exemplaren gebauten Triebzüge der Baureihe 420.
Am 30. November 1994 beauftragte die Deutsche Bahn ein Konsortium der Unternehmen ABB Henschel (Konsortialführer, später Adtranz) und LHB (später Alstom) mit der Entwicklung und Lieferung von 100 Triebzügen der Baureihe 423. Parallel dazu wurden auch die Triebzüge der Baureihen 424 bis 426 beauftragt. 1996 folgte eine Nachbestellung über 90 weitere Triebzüge. Ende 1999 löste die Deutsche Bahn, insbesondere für die S-Bahn München, eine Option über 110 weitere Triebzüge der Baureihe 423 ein.

### Nachträgliche Umbauten

#### Bremsen
Im Herbst 2003 wurden in Nordrhein-Westfalen bei Triebzügen der Baureihen 423, 424 und 425/426 eine Reihe von Bremswegüberschreitungen festgestellt, die zu Bahnsteig- und Signalverfehlungen führten und in Einzelfällen mehrere hundert Meter erreichten. Ein derartiges Verhalten war bis dahin auf keiner anderen Triebzug-Baureihe beobachtet worden. Als Ursachen wurden Verwirbelungen beim Besanden mit höherer Geschwindigkeit, sehr ungünstige Bremsverhältnisse bei ungünstigen Schienenverhältnissen sowie Mängel am Gleitschutz festgestellt.
Wiederholt kam es wegen nicht ausreichender Bremswirkung im Herbstbetrieb zu Verfügungen des Eisenbahn-Bundesamtes (EBA). Mit Wirkung zum 29. September 2007 verfügte das EBA eine Herabsetzung der Bremshundertstel (BrH) während der Herbstmonate auf 110 BrH (statt wie bisher 142 BrH). Dadurch ergibt sich im signalgeführten Betrieb die PZB-Zugart M mit niedrigeren Überwachungsgeschwindigkeiten und -kurven, wodurch sich die Höchstgeschwindigkeit abermals auf 120 km/h reduzierte. LZB-geführt resultiert aus den verringerten Bremshundertsteln keine Änderung der Höchstgeschwindigkeit, allerdings flachere Bremskurven. Dies führte insbesondere im S-Bahn-Netz München dazu, dass es in den Hauptverkehrszeiten zu teilweise erheblichen Verspätungen kam und die S7 nicht mehr durch den Stammstreckentunnel fuhr, sondern am Hauptbahnhof (oben) endete. Seit dem Fahrplanwechsel im Dezember 2008 wurde nach einem Update der Bremssoftware angefangen, in München wieder ohne Einschränkungen gefahren, zum 15. September 2009 wurden abermals für die Dauer des Herbstes die Bremshundertstel heruntergesetzt. Im Jahr 2010 wurden die Besandungsanlagen der Münchner Fahrzeuge modifiziert und um weitere Streueinrichtungen am zweiten und vierten Drehgestell ergänzt (bisher konnte nur am ersten und fünften Drehgestell gesandet werden). Nachdem die Umbaumaßnahmen im Sommer zugelassen wurden, folgte der Umbau auch bei der S-Bahn Rhein-Main. Damit waren die Geschwindigkeitsbeschränkungen endgültig entfallen.

#### Türschließung und Lichtschranken

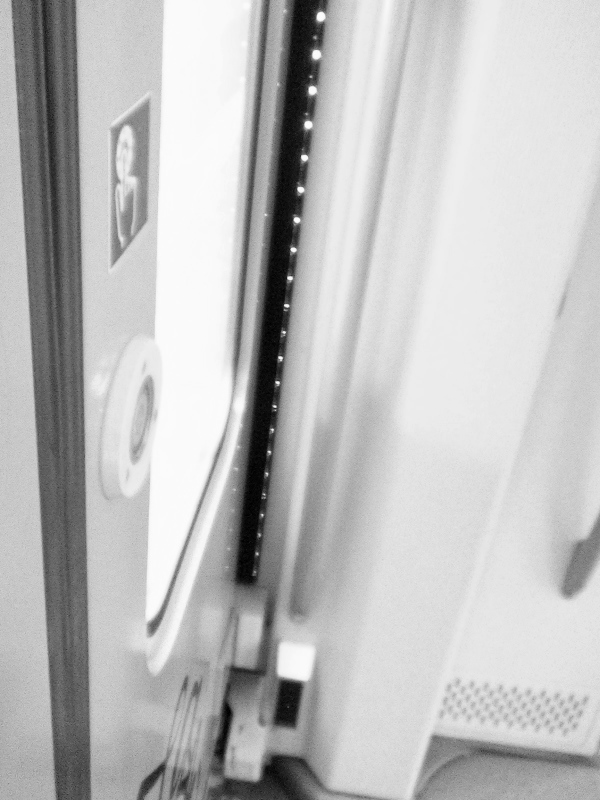
Nachgerüstete Lichtgitter (Infrarotsicht), unten die werksseitige Lichtschranke

Im Januar 2008 ermittelte die Staatsanwaltschaft Köln gegen Beamte des Eisenbahn-Bundesamtes (EBA), die die Inbetriebnahme der Baureihe genehmigt hatten, obwohl die automatisch schließenden Türen nicht sicher funktionierten. Passagiere wurden von den Lichtschranken nicht erkannt, was in möglicherweise 60, nachweislich in 27 Fällen zu Unfällen geführt hatte. Die verbauten Lichtschranken befinden sich in Bodennähe und konnten somit nicht erkennen, wenn Einsteigende beispielsweise versuchen, die schließende Tür mit der Hand oder Gegenständen aufzuhalten. Diese waren dann teilweise auch zu dünn, um vom Einklemmschutz erkannt zu werden. In zwei Fällen fuhr ein Zug in einer solchen Situation an; da Fahrgäste dies bemerkten und die Notbremse zogen, kam es nicht zu schweren Unfällen. Weitere leichte Unfälle entstanden bei Fahrgästen, die durch den Schließvorgang von den Türen gestoßen wurden und dadurch teilweise stürzten. Den Beamten wird fahrlässige Körperverletzung und fahrlässige Gefährdung des Bahnverkehrs vorgeworfen.
Nach diesen Unfällen wurde die Überwachung des Türenschließens durch den Triebfahrzeugführer wieder vorgeschrieben; ab einer Länge von drei (teilweise schon ab zwei) Triebzügen fährt zudem ein Zugbegleiter mit. Vereinzelt wird die Zugabfertigung auch durch nur zu diesem Zweck eingesetztes örtliches Personal unterstützt (z. B. auf der S 12 im Netz der S-Bahn Köln in Merten (Sieg) und Rosbach (Sieg), beide Haltestellen liegen in Kurven). Zunächst wurde dabei die sogenannte Zwangsschließung durch den Triebfahrzeugführer verpflichtend, während die Türen weiterhin ohne Lichtschrankenkontakt auch selbständig schließen konnten. Im Dezember 2007 verfügte das EBA dann die gänzliche Abschaltung der Lichtschranken. Dies hatte auch zur Folge, dass alle geöffneten Türen bis zur Zwangsschließung unter Aufsicht des Triebfahrzeugführers offen standen und bei längeren Aufenthalten wie Überholungen oder an Endstationen schnell sehr kalte oder warme Außenluft in den Fahrgastraum dringen ließen. Da dies nicht vorgesehen war, fehlen im Gegensatz zu anderen Triebfahrzeugen von Fahrgästen nutzbare elektromechanische (Druckknopfsteuerung, z. B. Baureihe 420) oder einfach mit Körperkraft bedienbare Möglichkeiten (Griff), die Türen von Hand zu schließen.
Die Lichtschranken wurden nach und nach mit auf der gesamten Höhe der Türen wirkenden Lichtgittern ergänzt, was nach Bahnsprecher Helmut Lange etwa ein Jahr dauern sollte. Nach Zeitungsberichten erhob die Bahn Klage gegen das EBA wegen der verfügten Deaktivierung der Türautomatik. Die Kosten stünden in keinem Verhältnis zu den Zwischenfällen. Während die Umrüstung in München im August 2008 beendet wurde, waren zu diesem Zeitpunkt in Frankfurt die ersten umgerüsteten Einheiten unterwegs. Seit Ende November verkehrten in München die ersten umgerüsteten Fahrzeuge bereits mit angepasster Software, mit der sich die Türen nach nun sechs Sekunden (vorher: drei) automatisch schließen, sofern das Lichtgitter und die Lichtschranke nicht unterbrochen werden. Bei jedem Schließvorgang ertönt zudem ein Warnton. Das Technikbasierte Abfertigungsverfahren (TAV) ist bei der S-Bahn München seit dem 11. Januar 2009 wieder erlaubt, da dort alle sich im Einsatz befindlichen Fahrzeuge über aktiv geschaltete Lichtgitter verfügen. Im Rhein-Main-Gebiet fuhren seit Februar zwei Triebzüge mit aktiven Lichtgittern; seit deren Abnahme im Juli werden die Lichtgitter bei den restlichen Triebzügen jeweils mit dem nächsten Werkstattaufenthalt aktiviert. Eine Prüfung durch den Triebfahrzeugführer vor der Abfahrt ist jedoch weiterhin vorgeschrieben. Am 19. Mai 2009 wurde eine verbesserte Software für die Lichtgitter zugelassen; damit ausgerüstete Triebzüge können nun wieder ohne Begleiter gefahren werden.

### Modernisierung

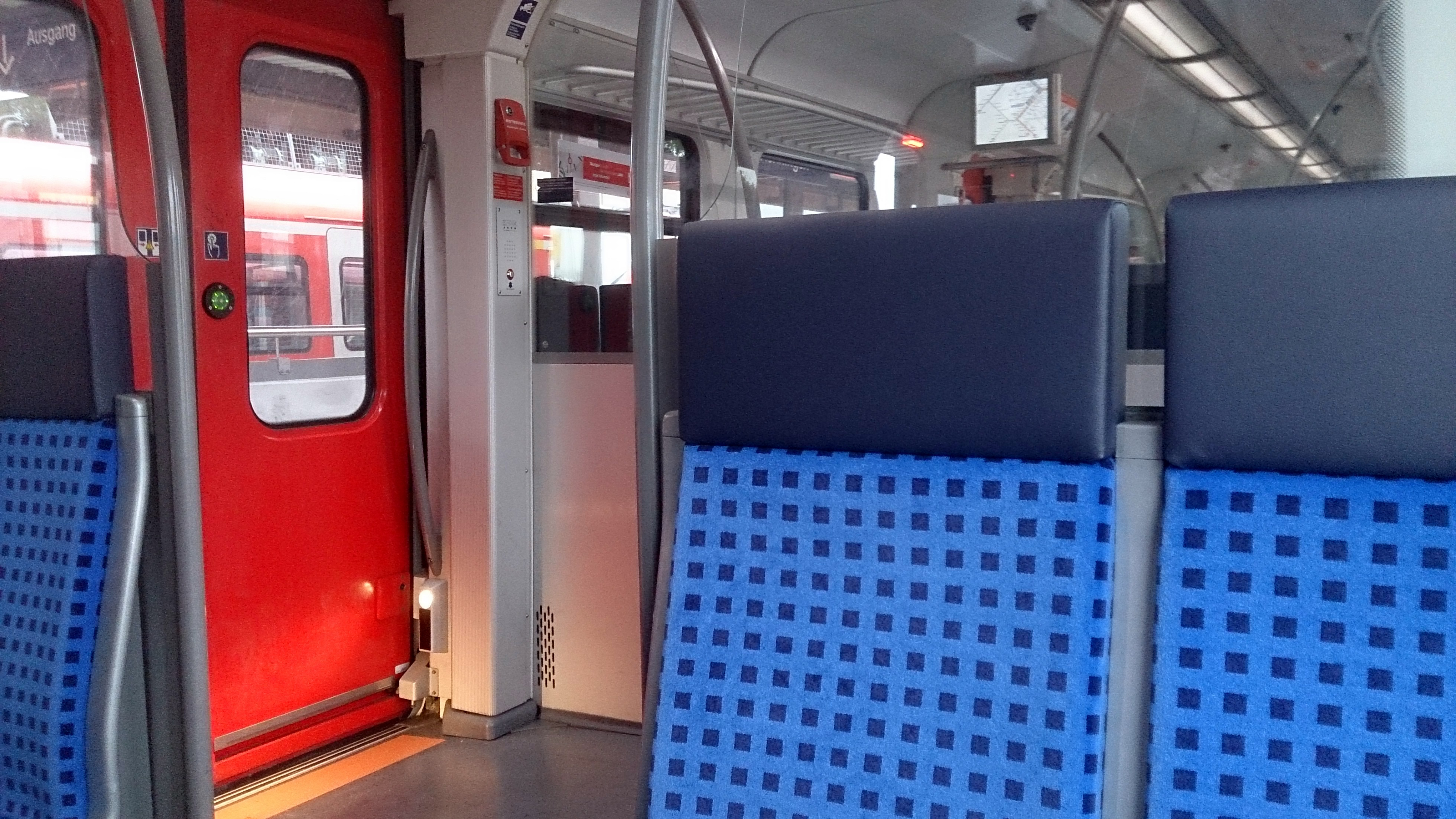
Innenansicht eines modernisierten Zuges der Baureihe 423 in Stuttgart. Gut zu sehen sind die neuen Sitze, die Änderungen im Türbereich sowie die Bildschirme.

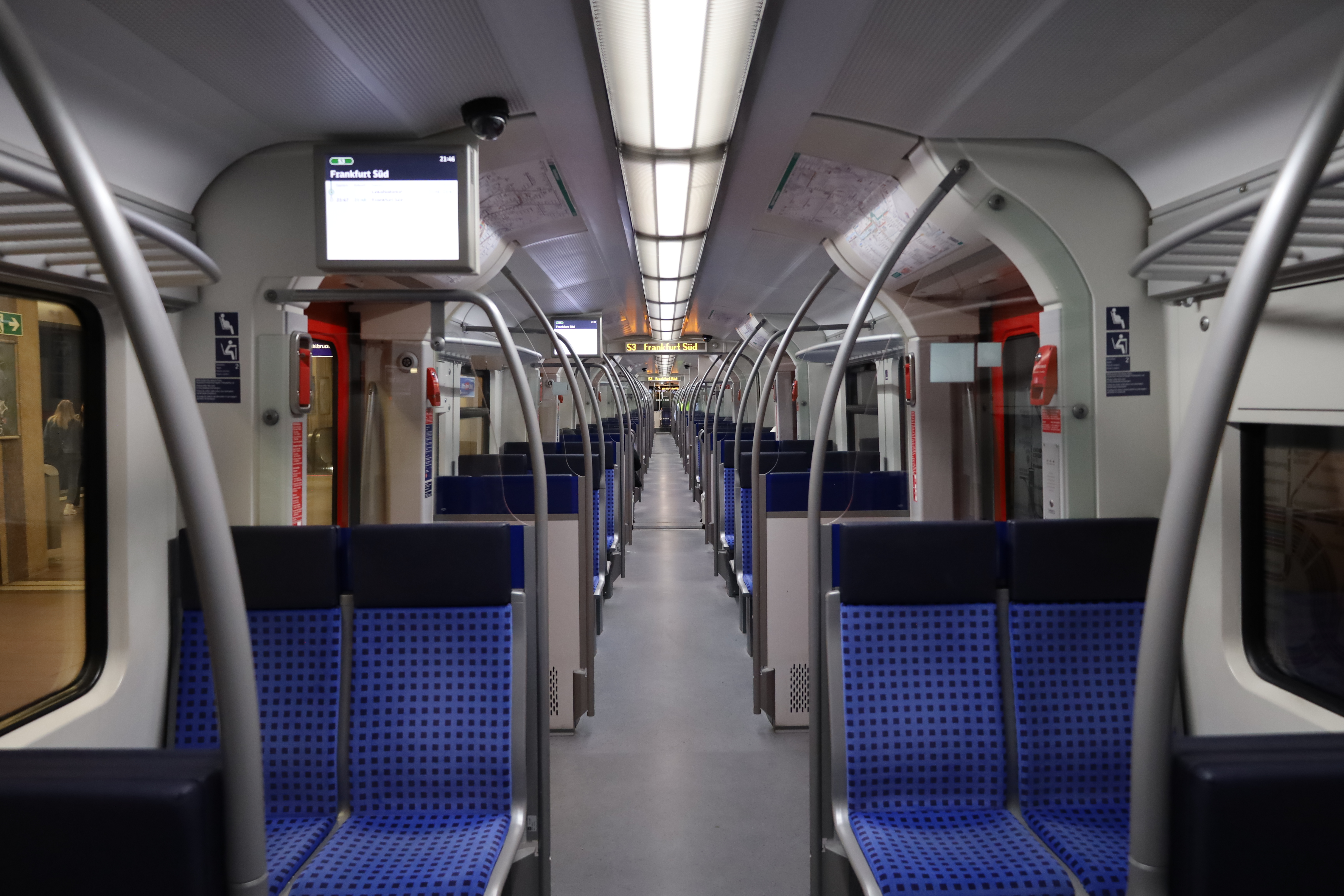
Innenraum eines modernisierten Triebzugs in Frankfurt. Im Vergleich zur S-Bahn Stuttgart sind mehr Haltegriffe vorhanden.

#### S-Bahn Stuttgart und Rhein-Main
Ab 2013 wurden alle Einheiten der S-Bahnen Stuttgart und Rhein-Main modernisiert und an die neu beschafften Züge der zweiten Nachfolgebaureihe 430 angepasst. Die 60 Stuttgarter Züge wurden in der eigenen Werkstatt in Plochingen bei einem Investitionsvolumen von rund 30 Millionen Euro umgebaut. Die rund 100 Millionen Euro teure Modernisierung in Frankfurt wurde dagegen 2013 bis 2015 im Krefelder Nebenwerk in Hagen durchgeführt, pro Fahrzeug waren fünf Wochen eingeplant. In beiden Fällen erhielten die Fahrzeuge eine neue Außenlackierung, aufgearbeitete Sitze und LED-Innenbeleuchtung. Auch die Türbereiche wurden optisch und taktil für sehbehinderte Fahrgäste angepasst sowie das Fahrgastinformationssystem mit größeren Anzeigen und zusätzlichen Displays ausgestattet; dabei wurde die Stimme der Berliner Nachrichtensprecherin Barbara Becker durch Ingo Ruff ausgetauscht. Schließlich erfolgte eine Softwareänderung des Fahrzeugcomputers. Während die Stuttgarter Fahrzeuge noch mit Ferndiagnose- und Fahrzeugortungssystemen ausgestattet wurden und die Inneneinrichtung erst ab 2019 verändert wurde, erhielten die Frankfurter Fahrzeuge zusätzliche Taster für Rollstuhlfahrer, aufgefrischte Decken- und Wandverkleidung sowie Videoüberwachung (angelehnt an die Baureihe 430). Außerdem wurden in den Mehrzweckabteilen auf je einer Seite die Klappsitze ausgebaut, um Abstellplätze für Rollstuhl- und Fahrradfahrer sowie Kinderwagen zu garantieren. Die erste modernisierte Einheit in Frankfurt war Anfang August 2013 unterwegs.
Bis Ende 2016 wurden die Münchner und Stuttgarter Fahrzeuge für das zentrale Öffnen für Türen ausgerüstet, um Haltezeiten auf den Stammstrecken zu verkürzen.
Die Bestandstriebzüge der S-Bahn Stuttgart, bestehend aus den Baureihen 423 und 430, sollten einem weiteren Redesign unterzogen werden. Es sollen zwei zusätzliche Mehrzweckbereiche eingebaut werden. Dabei sinkt die Zahl der Sitzplätze auf 136 und 42 Klappsitze.
Das Budget für das Redesign wurde 2021 mit 172 Millionen Euro angegeben, die Kosten Anfang 2025 mit „rund 200 Millionen Euro“.

#### S-Bahn München

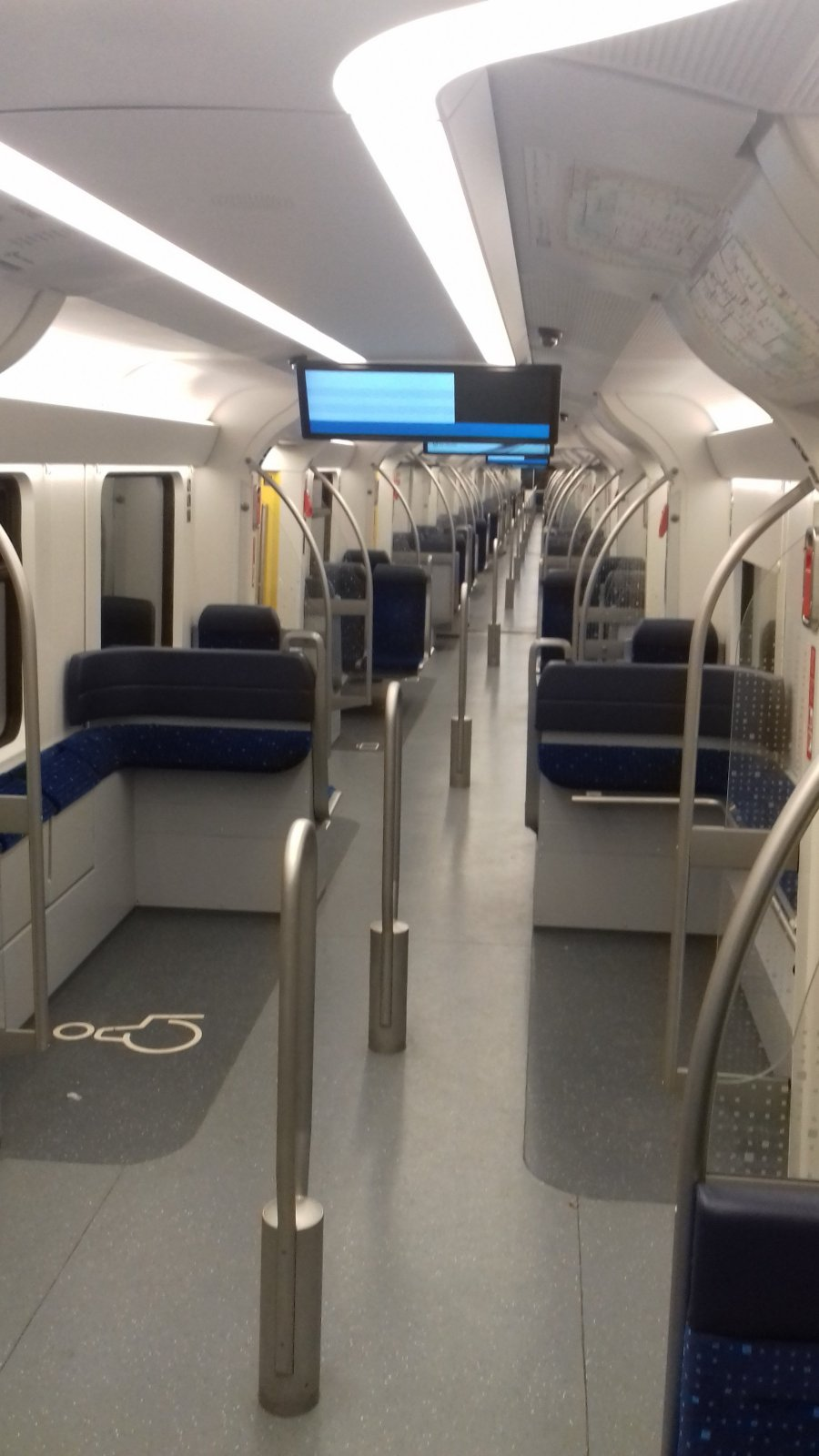
Innenansicht eines modernisierten Zuges der Baureihe 423 in München. Die Inneneinrichtung wurde getauscht und die Innenanzeiger durch LCD-Bildschirme ersetzt.

Bei der S-Bahn München wurden im Zuge des Übergangsvertrages bis 2019 und zur Sicherung des Betriebs bis mindestens 2023 im Auftrag des Freistaates Bayern ebenfalls ab dem 2./3. Quartal 2018 bis Ende 2020 alle 238 Einheiten des 423 modernisiert. Erste modernisierte Einheiten wurden im 3. Quartal 2018 in Betrieb genommen. Die Modernisierung wurde in den DB-Werken Nürnberg und Krefeld durchgeführt, dabei sank die Anzahl der Sitzplätze von 192 auf 166, jedoch stieg die Gesamtkapazität von bisher 544 auf 612, um die steigenden Fahrgastzahlen bis zur Inbetriebnahme der zweiten Stammstrecke zu bewältigen. Zuvor konzentrierten sich die Fahrgäste häufig im Einstiegsbereich, und Gepäckstücke standen im Weg. Durch diese ungenutzten Kapazitäten kam es zu Verzögerungen beim Fahrgastwechsel. Durch ein offeneres und transparenteres Raumkonzept sollte Abhilfe geschaffen werden, da sich die Fahrgäste besser und gleichmäßiger im Fahrzeug verteilen und der Fahrgastwechsel dadurch beschleunigt werden sollte. Außerdem blockierten viele Gepäckstücke Gänge oder Sitze. Im Zuge des Modernisierungsprogramms sollte sich die Situation durch breitere Gänge, schwebende Sitze und mehr Ablageflächen verbessern. Die alten Gepäckablagen aus Metallgittern wurden durch Ablagen aus transparentem Glas ersetzt. Somit können kleinere Gepäckstücke nicht durch das Gitter fallen; trotzdem haben die Fahrgäste ihr Gepäck gut im Blick. Die Ablageflächen wurden genau umgekehrt als bisher lediglich in den Sitzgruppen am Wagenübergang verbaut.
Neue doppelseitige Breitbild-Monitore, insgesamt 8 pro Fahrzeug, ersetzen die technisch überholten einzeiligen Fahrgastinformationsdisplays an den Wagenübergängen. Dadurch wurde der Informationsgehalt erweitert, da über Fahrtverlauf, Umsteigemöglichkeiten, Störungen und Fahrplanänderungen in Echtzeit informiert wird. Außen wurden die grünlichen LCD-Zugzielanzeiger durch farbige LED-Anzeiger abgelöst, die zusätzlich wichtige Zwischenstationen einblenden. An den Türen wurden Piktogramme angebracht, sowie eine neue Variante der Türtaster und ein breites LED-Lichtband über der Tür, die sich je nach Zustand rot bzw. grün färbt. Besonders an den beiden Fahrzeugenden fanden große Veränderungen statt. Anstelle der konventionellen Sitze entstand ein neuer Familien- und Gruppenbereich mit einer Eckbank. Der Mehrzweckbereich wurde so umgebaut, dass zwischen Radfahrern, Rollstuhlfahrern, Personen mit Kinderwagen und anderen Fahrgästen weniger Nutzungskonflikte entstehen. Große Piktogramme wurden am Fahrzeugboden sowie außen über den Türen angebracht, damit die Bereiche leichter zu erkennen sind. Um die Sicherheit im Fahrzeug zu verbessern, wurden zusätzliche Festhaltemöglichkeiten in Form von Haltepilzen im Einstiegsbereich (16 pro Fahrzeug) und größeren Griffen an den Sitzen eingeplant. Ein völlig neues, helles, tageszeitabhängiges LED-Lichtkonzept über den Fenstern und in der Mitte der Decke kommt zum Einsatz und ersetzt die alten Leuchtstoffröhren in Deckenmitte. Dies war bis dahin das größte Fahrzeugmodernisierungsprogramm in der Geschichte der Deutschen Bahn. Neben den Arbeiten im Innenraum wurden die Fahrzeuge technisch gewartet, außen neu lackiert und zudem mit Graffitischutz versehen.
Da die Fahrzeuge nacheinander aus dem Betrieb genommen wurden und die Stärke der Fahrzeugflotte gehalten werden musste, wurden zu den 2018 bereits im Einsatz befindlichen 15 Einheiten der Baureihe 420 weitere 21 gebrauchte Fahrzeuge desselben Typs in die Flotte integriert. Seit Abschluss der Modernisierung der Baureihe 423 verstärken die 36 Einheiten der Baureihe 420 die S-Bahn-Flotte.
Seit Juli 2018 sind die ersten modernisierten Züge im Einsatz, das Programm wurde am 5. November 2021 abgeschlossen.

## Einsatz

### S-Bahn München

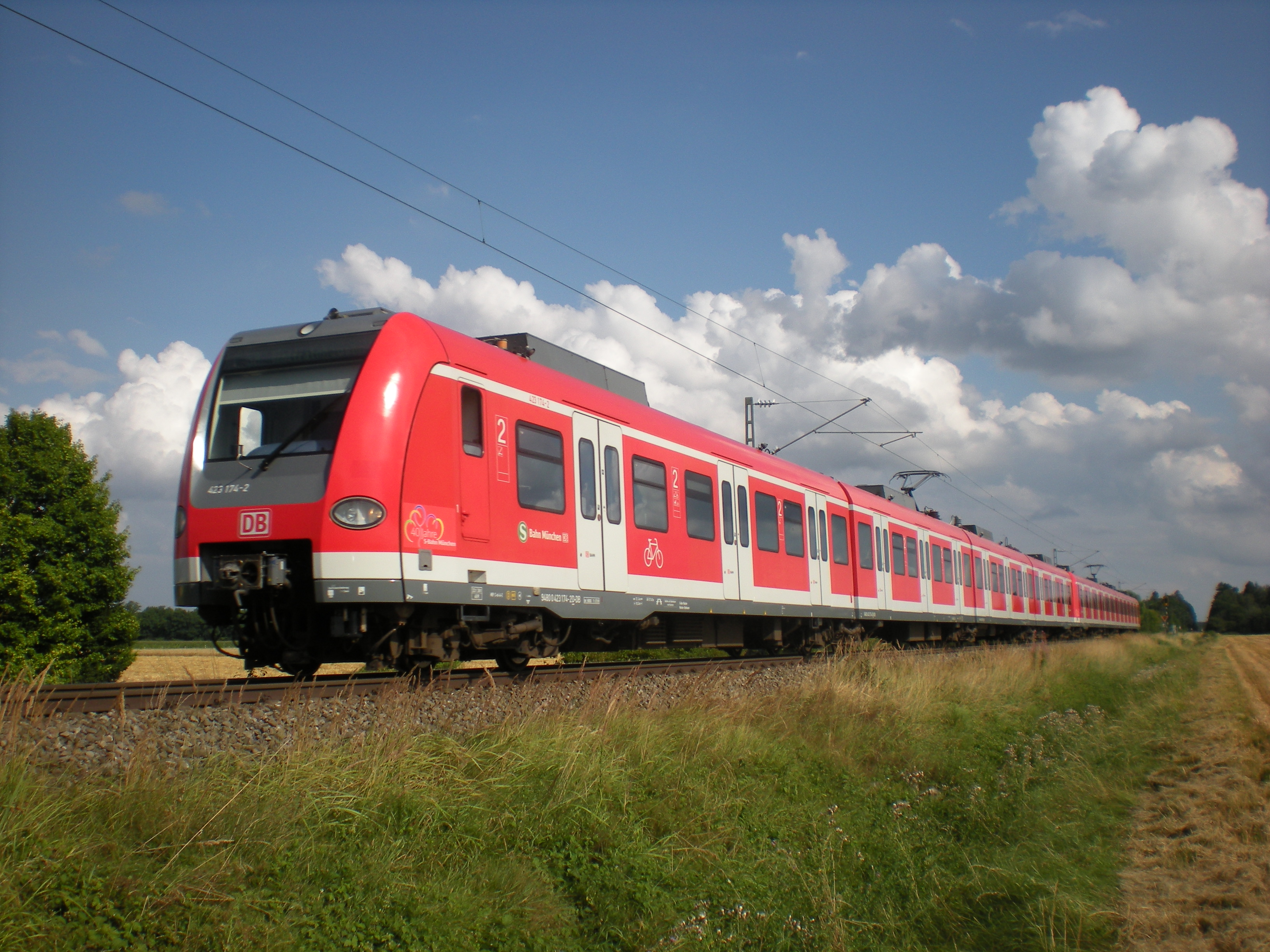
Zug der S-Bahn München auf der Bahnstrecke München-Giesing–Kreuzstraße

Die S-Bahn München war aufgrund ihres überalterten Fuhrparks (bestehend aus z. T. über 30 Jahre alten Fahrzeugen der Baureihe 420) der erste deutsche S-Bahn-Betrieb, dessen ganzer Fuhrpark ab Ende der 1990er Jahre durch die neue Baureihe 423 ersetzt werden sollte. Dennoch kamen die ersten fabrikneuen Züge im Jahr 2000 zunächst nicht nach München, sondern nach Hannover in den Fahrgasteinsatz zur EXPO 2000. Grund hierfür war, dass die neuen Züge der Schwesterbaureihe 424 für die S-Bahn Hannover nicht rechtzeitig fertiggestellt bzw. für den Fahrgasteinsatz tauglich gemacht werden konnten. Ab Herbst 2000 gelangten die Fahrzeuge dann auch in den Fahrgastbetrieb bei der S-Bahn München. Die Umstellung von 420 auf 423 wurde in München linienweise umgesetzt, um Probleme beim Schwächen und Stärken zu vermeiden, da die beiden Baureihen nicht miteinander gekuppelt werden können. Innerhalb von zwei Jahren wurden insgesamt 211 Züge an die S-Bahn München ausgeliefert.
2004 folgte dann die Ablieferung 23 weiterer Garnituren, um den gestiegenen Bedarf durch den Anlauf des „Takt 10“-Programms zu decken. Vom 5. Dezember 2004 bis 13. Dezember 2014 verkehrte bei der S-Bahn-München ausschließlich die Baureihe 423. Nochmals vier weitere Garnituren 423 folgten 2005, so dass heute insgesamt 238 Züge dieser Baureihe zur Verfügung stehen. Sie verkehren heute auf allen Linien der S-Bahn München. Im Linienbetrieb sind dabei überwiegend Vollzüge (zwei gekuppelte Einheiten), im Berufsverkehr teilweise auch Langzüge (drei gekuppelte Einheiten) und im Abend- und Sonntagsverkehr vorwiegend Kurzzüge (eine einzelne Einheit) anzutreffen. Alle Züge der S-Bahn in München führen nur die zweite Klasse.
Seit Herbst 2004 sind die Züge mit der Linienzugbeeinflussung LZB CIR-ELKE II ausgerüstet, die auf der Stammstrecke einen 2-Minuten-Takt ermöglicht.
Am 14. Februar 2022 kollidierten zwei Züge der S7 (423 731/611) frontal auf der Isartalbahn beim Eisenbahnunfall von Ebenhausen-Schäftlarn. Die beiden Schadwagen werden im Ausbesserungswerk Krefeld zu einem verbunden. Die beiden kaputten Führerstände sowie jeweils ein Mittelwagen werden dabei entfernt.
Die Züge wurden bis zum Juli 2023 mit WLAN ausgerüstet.

### S-Bahn Rhein-Main

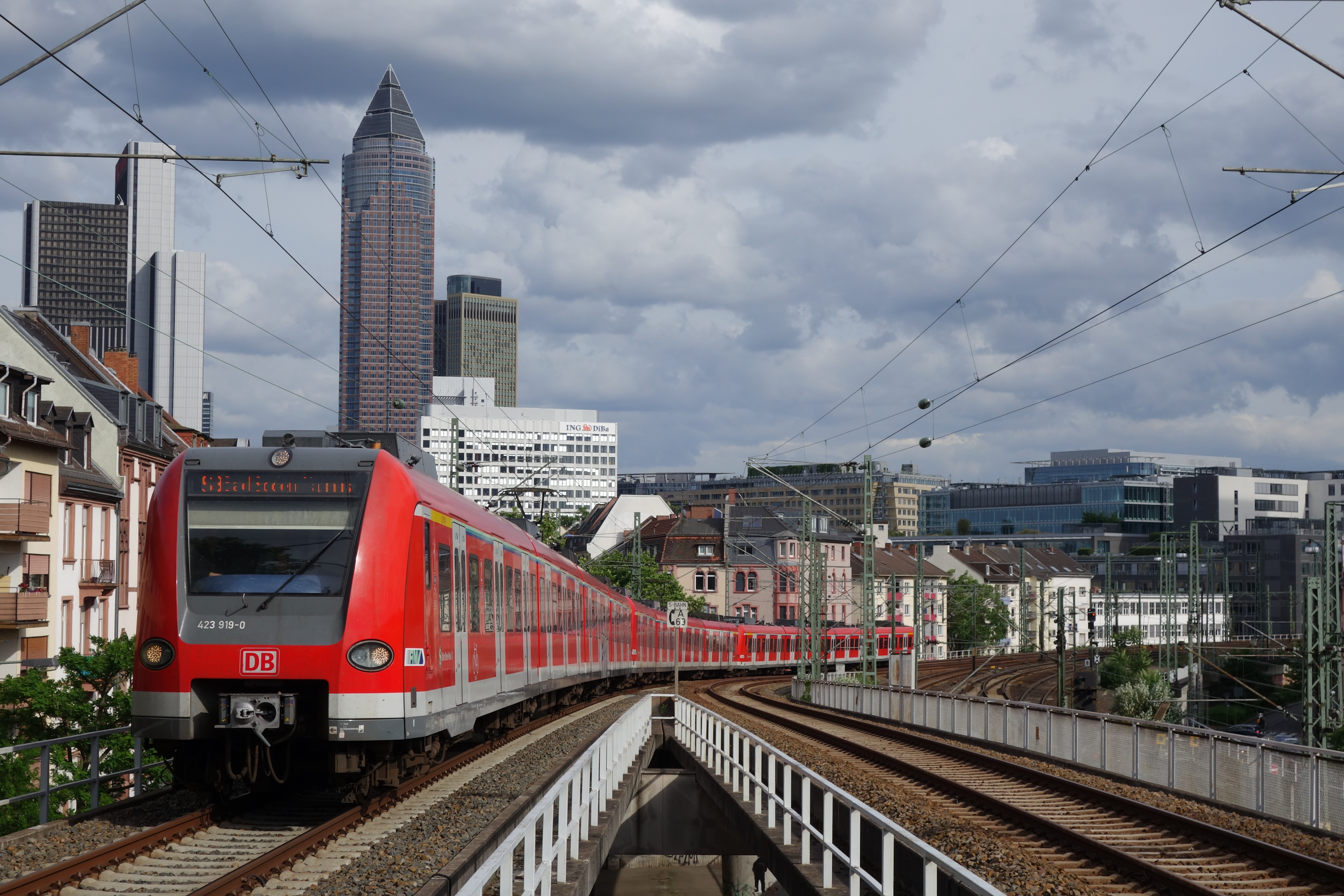
Dreiteiliger 423 als S3 der S-Bahn Rhein-Main am Frankfurter Westbahnhof

Bei der S-Bahn Rhein-Main werden die Linien S2 bis S6 ausschließlich mit Zügen der Baureihe 423 bedient. Auf den Linien S8 und S9 waren Einsätze der Baureihe 423 selten, hier wurden bis zur Umstellung auf die Baureihe 430 fast alle Umläufe mit der Baureihe 420 gefahren. Die Linien S1, S7, S8 und S9 werden seit dem 3. November 2014 typenrein mit der Baureihe 430 befahren. Seit 2019 kommen auf der S7 und dem Abschnitt Hauptbahnhof – Flughafen Regionalbahnhof der S8 auch modernisierte Züge der Baureihe 425 zum Einsatz. Diese haben eine Fußbodenhöhe von 780 mm und sind in ihrem Einsatzgebiet barrierefrei, können aber nicht im City-Tunnel Frankfurt eingesetzt werden.
Wegen fehlender Zulassung wurden 13 von 100 bestellten Einheiten erst Anfang 2010 ausgeliefert. Die Linie S3 wurde am 28. März 2010 nach jahrelanger Verzögerung umgestellt.

### S-Bahn Stuttgart
Im Stuttgarter S-Bahn-Netz verkehren die Züge der Baureihe 423 seit Januar 2024 auf den Linien S1, S6 und S60. Übergangsweise wurde sie auch auf der S3 wieder eingesetzt. Bis Dezember 2022 verkehrten sie ausschließlich auf den Linien S4, S5, S6, S60 und den S1-Verstärkern zwischen Esslingen und Schwabstraße. Vor dem Einsatz der neuen Baureihe 430 verkehrten sie ausschließlich auf den Linien S1 und S3.
Am 1. Juli 2013 wurde der erste modernisierte Triebzug der Baureihe 423 der S-Bahn Stuttgart offiziell vorgestellt. Die übrigen Züge wurden ebenfalls modernisiert, am 12. Oktober 2016 wurde im Werk Plochingen das Redesign des letzten Fahrzeuges fertiggestellt. In den drei Jahren des Redesign-Programmes wurden 60.000 Meter Kabel, 11.340 Sitze, 720 Sprechstellen, 480 RIS-Monitore, 12.000 Kontakte, 3.000 Stecker, 2.880 Türtaster und 2.640 LED-Lampen ersetzt/ausgetauscht, pro Fahrzeug wurden 500.000 Euro investiert. 2019 startete der zweite Teil des Redesign-Programmes mit dem Austausch von Seiten- und Deckenverkleidungen.

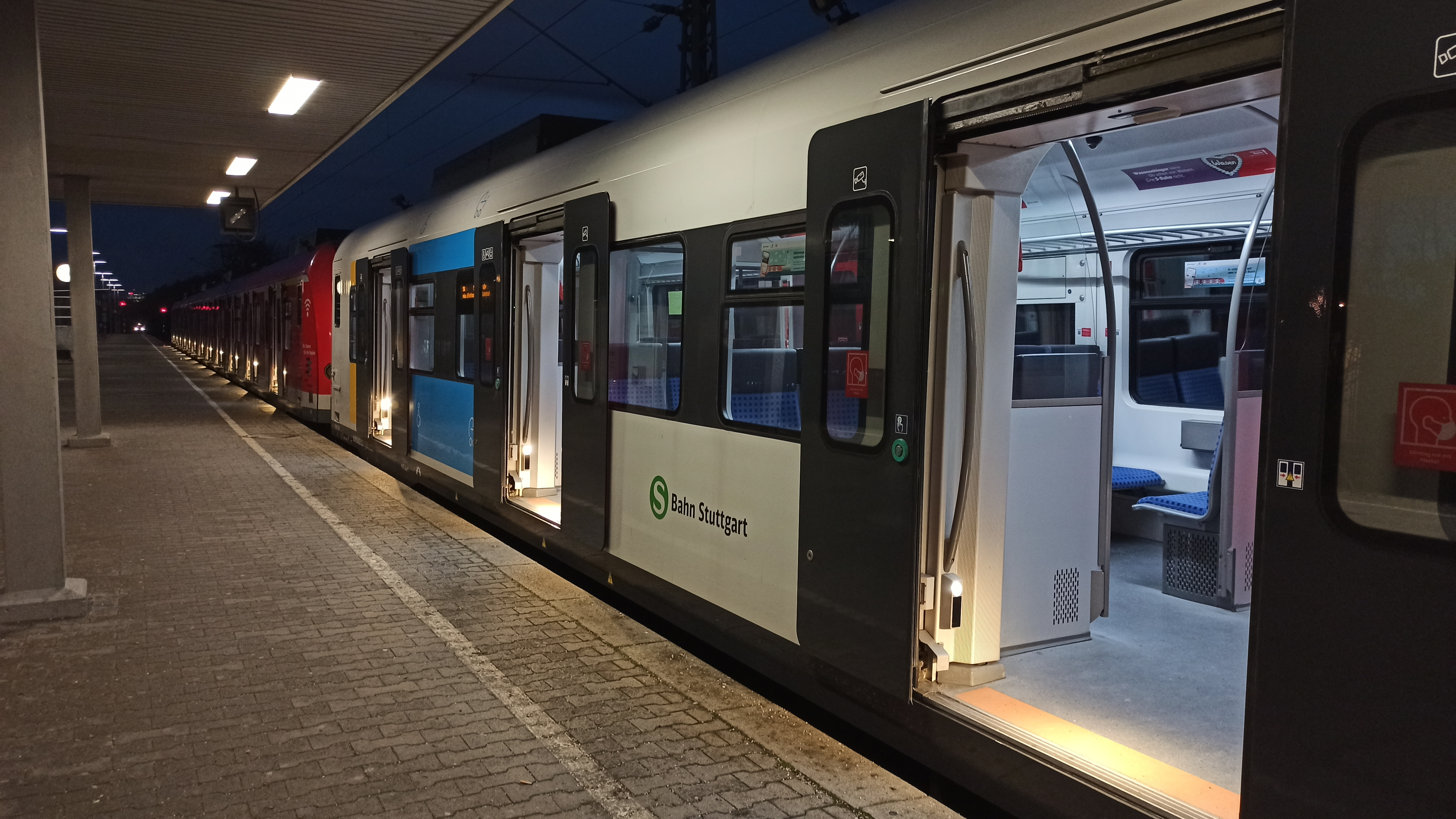
Erster ET423 mit neuer Lackierung in lichtgrau, hinten noch in verkehrsrot

Seit 2022 werden die S-Bahnen Stück für Stück auf weiß-grau umlackiert. Am 18. Dezember 2020 traf ein erster Triebzug in neuem Außendesign ein. In der 2. Jahreshälfte 2021 folgte ein zweiter Zug.
Die Triebzüge sollen bis 2025 mit ETCS ausgerüstet werden. Der Auftrag zur Ausrüstung der Triebzüge mit ETCS und ATO wurde im Juli 2020 ausgeschrieben und am 23. Juni 2021 an Alstom vergeben. Die Züge sollen u. a. Level-3-fähig, mit einer Zugintegritätsüberwachung ausgerüstet und für FRMCS vorbereitet werden. Das Projekt sollte im Januar 2021 beginnen und bis Dezember 2027 laufen. Die Ausrüstung eines ersten Triebzugs (First in Class) sollte im Oktober 2021 beginnen, der Versuchs- und Vorlaufbetrieb im April 2024 aufgenommen werden. Alle Fahrzeuge sollen bis Januar 2025 mit ETCS Level 2 (nach Baseline 3 Release 2) und ATO (mit statischen Fahrplandaten) ausgerüstet werden. In den Jahren 2026 und 2027 soll die kontinuierliche Inbetriebnahme und Genehmigung nach TSI ZZS 2022 erfolgen und FRMCS in Betrieb genommen werden. Der Auftragswert für die Ausrüstung und Wiederzulassung von insgesamt sechs Prototyp-Fahrzeugen der Baureihen 423 und 430 sowie die Lieferung der Serienausstattung sowie die Begleitung der Serienausstattung der übrigen 209 Triebzüge beträgt rund 130 Millionen Euro. 2025 wurden die Kosten der First-of-Class-Ausrüstung der Baureihen 423, 430 und 430.2 mit jeweils ungefähr 30 Millionen Euro angegeben, jene der Serienausrüstung mit etwa 350.000 Euro je Triebzug. Die Serienumrüstung sollte durch die DB selbst, an drei Standorten der DB Fahrzeuginstandhaltung, erbracht werden. Zunächst sollten neben einem „First of Class“-Triebzug zwei weitere „Prototypen“ ausgerüstet werden. Später wurde ein zweiter First-of-Class-Triebzug vorgesehen. Im Jahr 2024 sollen bis zu 30 Triebzüge der Baureihen 423 und 430 parallel umgerüstet werden. Der erste umzurüstende Zug traf am 21. März 2022 bei Alstom in Hennigsdorf ein. Damit begann die Umrüstung eines Triebzugs, an dem die geplante ETCS-Ausrüstung getestet, validiert und zugelassen werden soll. Ende 2022 war die mechanische Integration der neuen Komponenten abgeschlossen, Integrationstests im Gang. Da die Fahrzeuge, wie in den 1990er Jahren üblich, nicht für ETCS vorbereitet wurden, entsteht bei der Ausrüstung ein erhöhter Aufwand. Unter anderem werden die Scharfenberg-Kupplungen für die Zugintegritätskontrolle mit einem zweiten Endschalter nachgerüstet. Anfang 2023 waren insgesamt acht Triebzüge der Baureihen 423 und 430 als Prototypen in Umrüstung begriffen. Aufgrund von Problemen mit neuen Fahrzeugen der Baureihe 430 kommt es auch aufgrund der Ausrüstung zu Angebotseinschränkungen auf zwei Linien. Die Serienumrüstung der Triebzüge soll Anfang 2025 beginnen. Für die Züge wurden inzwischen auch ETCS-Bremsmodelle gebildet.
Ende 2020 begann die Planung eines weiteren Redesigns. Bis Ende 2023 sollten drei Triebzüge als Prototypen umgerüstet werden, die Serienumrüstung ab 2024 über mehrere Jahre folgen.
Die Nutzungszeit der Triebzüge geht über den bis 2032 laufenden Verkehrsvertrag hinaus. Inwieweit sie auch im Rahmen des folgenden Verkehrsvertrags eingesetzt werden, ist offen.
Die Zeit für einen vollständigen Türöffnungs- und -Schließvorgang beträgt 10 Sekunden.

### S-Bahn Köln
Bei der S-Bahn Köln fahren die Triebzüge der Baureihe 423 auf den Linien S 11, S 12 und S 19. Heute besitzt die S-Bahn Köln 63 Triebzüge der Baureihe 423. Davon werden die nach Nummer 27 letzten Triebzüge der Baureihe 423 mit Sitzplätzen erster Klasse nur auf der S 11 eingesetzt, wobei die restlichen 36 Züge ohne erste Klasse nur auf der S 12/19 eingesetzt werden.

### Gasteinsätze

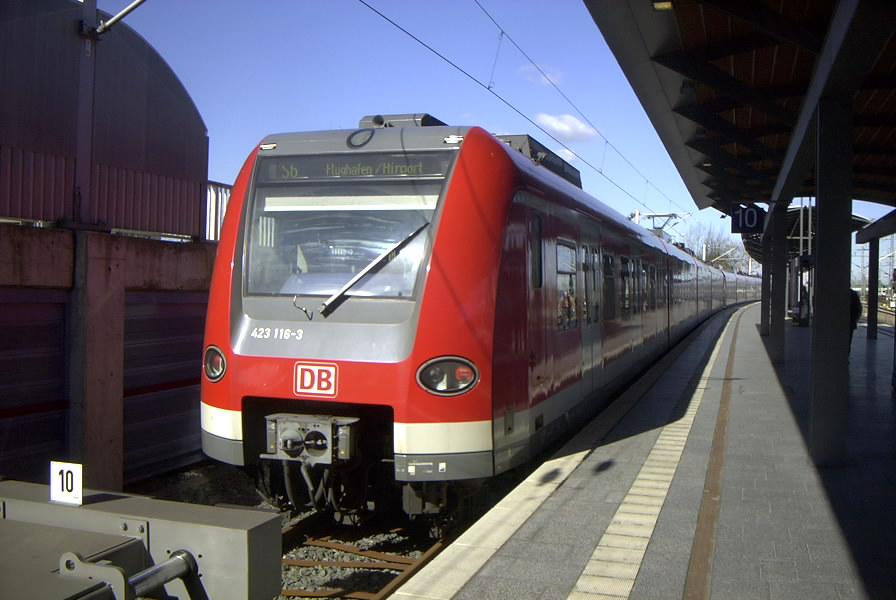
Gasteinsatz in Hannover: Baureihe 423 im Bahnhof Hannover Messe/Laatzen (März 2003)

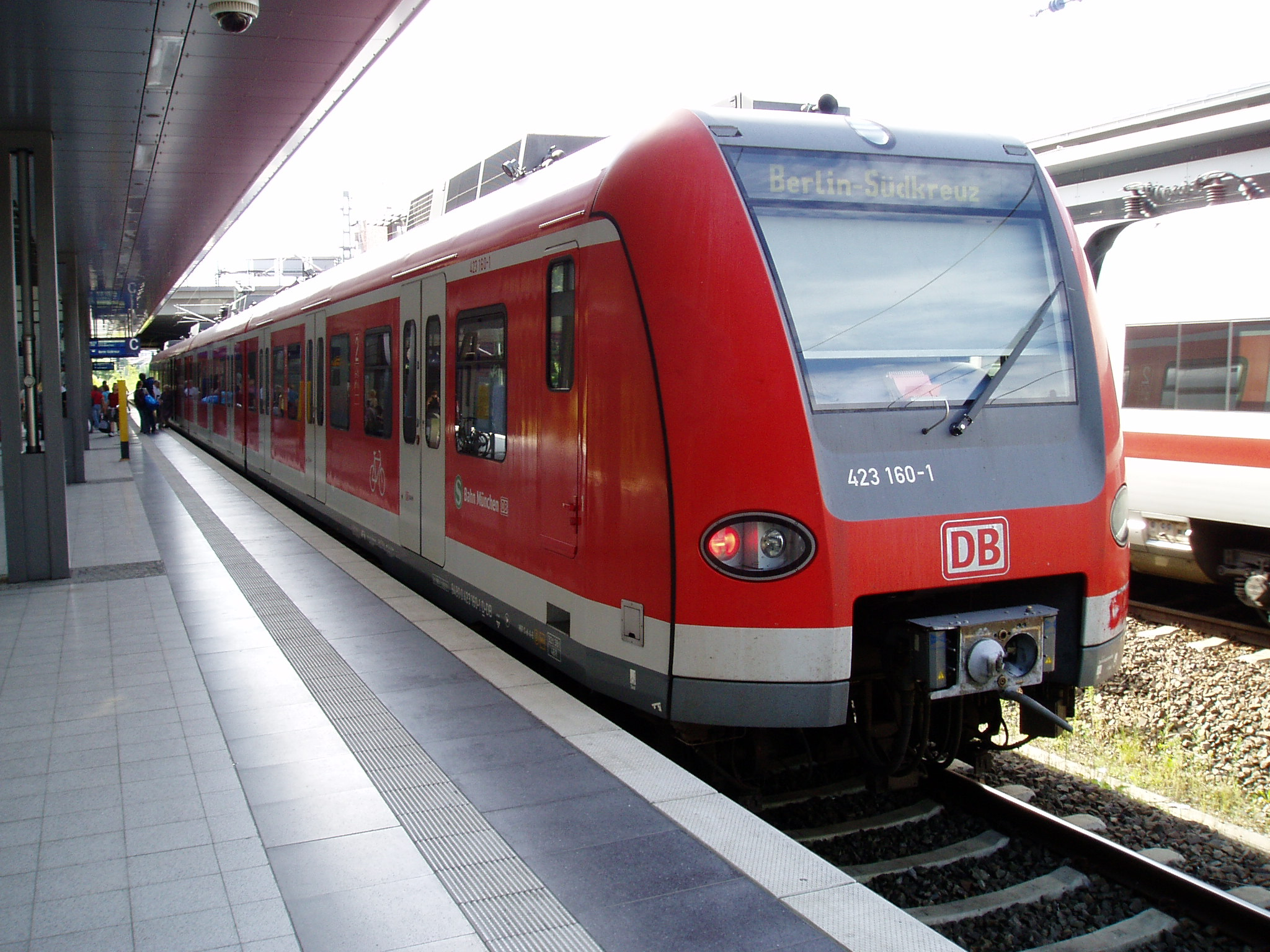
Gasteinsatz in Berlin: Baureihe 423 aus München (August 2009)

Mit einer Einstiegshöhe von 995 Millimetern ist der 423 für die Bahnsteige der S-Bahnen Köln, München, Stuttgart und Frankfurt am Main optimiert. Bei Großveranstaltungen fahren Triebzüge der Baureihe 423 zusätzlich auch bei der S-Bahn Hannover, wo sonst nur Triebzüge der Baureihe 424 und Baureihe 425 mit der niedrigeren Fußbodenhöhe von 798 Millimetern eingesetzt werden.
So wurden die damals neuen, eigentlich für Köln, München und Stuttgart bestimmten, Exemplare der Baureihe 423 während der Expo im Jahr 2000 zunächst in Hannover eingesetzt. Während der Fußball-Weltmeisterschaft 2006 befuhren Züge der Baureihe 423 mit der Linienbezeichnung „S 21“ auch den neuen Berliner Nord-Süd-Fernbahntunnel, der nicht für die herkömmlichen für Gleichspannung gebauten Berliner S-Bahn-Züge geeignet ist. Die Züge stammten von den S-Bahn-Netzen in Frankfurt und München.
Im Herbst 2006 wurden einige Frankfurter, Stuttgarter und Kölner 423 nach München ausgeliehen, da dort ein erheblich verstärktes Angebot wegen des Papstbesuches gefahren wurde. Zu Großereignissen, insbesondere zu Fußballspielen, werden auch häufig kurzzeitig Münchner 423er nach Nürnberg ausgeliehen.
Im Juli/August und erneut im September 2009 verkehrten für einige Wochen vier 423-Einheiten infolge der S-Bahnkrise in Berlin zwischen Gesundbrunnen und Südkreuz über Hauptbahnhof und Potsdamer Platz. Nach weiteren Problemen bei der S-Bahn Berlin kamen im ersten Quartal 2010 teilweise werksneue Einheiten im Entlastungsverkehr zwischen Potsdam Hauptbahnhof und Berlin Ostbahnhof und im Frühling 2010 zwischen Berlin Gesundbrunnen und Hennigsdorf wegen einer baubedingten Sperrung der S-Bahn-Strecke auf Ferngleisen zum Einsatz.
Während des Betriebsbeginns des Meridian setzte die Bayerische Oberlandbahn Münchner 423-Einheiten auf der Bahnstrecke München–Lenggries im Zuge der ehemaligen Linie S27 der S-Bahn München ein. Dies war der erste Einsatz der Baureihe 423 für eine Privatbahn.
Zeitweise waren Züge dieser Baureihe auch im E-Netz Augsburg unterwegs. Sie verkehrten dort meist als Regionalbahn zwischen Augsburg Hauptbahnhof und Meitingen.
|                   | Anzahl  |
| ----------------- | ------- |
| S-Bahn Rhein-Main | 100     |
| S-Bahn Köln       | 27 + 36 |
| S-Bahn München    | 237     |
| S-Bahn Stuttgart  | 60      |
| Gesamt            | 461     |

## Technik
Die Triebzüge werden von acht vierpoligen, wassergekühlten Drehstrom-Asynchron-Fahrmotoren mit einer Gesamtleistung von 2350 Kilowatt angetrieben. Die beiden Traktionsanlagen der Züge, die über einen gemeinsamen Stromabnehmer mit Energie versorgt werden, sind weitgehend voneinander unabhängig.
Jeder Zug verfügt über zwei Zentrale Steuergeräte (ZSGs). Der Datenaustausch innerhalb der Züge erfolgt über einen Multifunction Vehicle Bus, im Zugverband über einen Wire Train Bus (WTB) mit einer Übertragungsleistung von maximal einem Megabit je Sekunde. Über den WTB erfolgt auch eine automatische Konfiguration des Zugverbandes.
Die Züge verfügen über eine Notbremsüberbrückung.
Betriebsbremsungen erfolgen über elektrodynamische Bremsen. Von den 16 Bremszylindern der elektropneumatischen Bremse sind sechs mit einem Federspeicher ausgerüstet.
Im Rahmen der Ausrüstung mit ETCS und ATO erhalten die Triebzüge ein zusätzliches Bussystem, das die Informationen des Fahrgastinformationssystems aufnimmt. Damit wird der bisherige Bus in die Lage versetzt, die zusätzlichen Informationen für ETCS und ATO aufzunehmen.

## Akustische Klangunterschiede
Der ET423 wurde in verschiedenen Bauserien produziert, wobei jede Bauserie unterschiedliche akustische Merkmale aufweist, bedingt durch die Verwendung verschiedener Stromrichter und Thyristoren, deren Aufgabe es ist, die Fahrmotoren mit Spannung zu versorgen.
Die Fahrzeuge 423 001 bis 423 069 sowie 423 071 bis 423 190 der ersten Bauserie waren mit GTO-Thyristoren ausgestattet. Während der Anfahrt und des Bremsvorgangs erzeugten diese eine Geräuschkomponente, die mit einem Jammern verglichen werden kann, begleitet von einem vergleichsweise hohen Tonausschlag. Der Grundton der Inverter liegt bei etwa 668 Hz. Dieses Geräusch kann musikalisch einem stark verstimmten E zugeordnet werden.
Damit unterschiedliche analoge Spannungen durch ein digitales Steuergerät erzeugt werden können, startet unter Spannung die Pulsweitenmodulation (PWM). Hierbei wird die Versorgungsspannung mithilfe der Thyristoren in hoher Frequenz ein- und ausgeschaltet. Die Änderung der im Mittel anliegenden Spannung am Motor lässt Rückschlüsse auf die Tatsache zu, wie hoch die Einschaltdauer im Vergleich zur Ausschaltdauer ist. Die digitale Näherung des analogen Spannungsverlaufs erfolgt durch die PWM, wobei die hohe Frequenz der Schaltvorgänge am Motor durch Tiefpasswirkungen ausgeglichen wird. Dadurch entsteht wieder der gewünschte analoge Spannungsverlauf. Die rechteckförmigen hohen Ströme und starken Magnetfelder in der Leistungselektronik und den Drehstrommotoren führen zu mechanischen Schwingungen in den elektrischen Bauteilen, was als hörbares Phänomen, bekannt als Magnetostriktion, wahrgenommen wird.
In den späteren Bauserien (2 bis 5) wurden die Inverter nicht mehr mit GTO-Thyristoren, sondern mit IGBT ausgestattet, sowohl aus Gründen der Energieeffizienz als auch zur Anpassung des Klangbildes. Die veränderte Ansteuerungsstrategie der IGBT erzeugt nun ein eher surrendes Geräusch in den Drehstrommotoren der Fahrzeuge höherer Bauserien. Musikalisch betrachtet besteht der Grundton nun aus einem Mehrklang mit nur leicht verstimmten Grundfrequenzen um etwa 830 Hz (Gis) und 988 Hz (H), was zu einem harmonischeren Klangbild führt.

## Besonderheiten einzelner Fahrzeuge

### 423 070-2
Der 423 070 gehört zur 1. Bauserie, welche mit GTO-Thyristoren ausgestattet wurden. Speziell das Fahrzeug mit der fortlaufenden Nummer 070 erhielt werkseitig die IGBT-Technologie, um Oberschwingungsmessungen für die nachfolgenden Bauserien durchführen zu können.

### 423 101-5
Am 29. Juni 2000 verunfallten zwei Triebzüge der Baureihe 423 im Bahnhof Flughafen Hannover-Langenhagen. Dabei Kollidierten die Züge mit den Zugnummern 5711 & 5712, welche zu diesem Zeitpunkt jeweils in dreifach-Traktion gefahren sind. Durch die unzulässige Vorbeifahrt am Signal Hp 0 des Zuges 5711, sind die Triebzüge 423 025 und 423 101 jeweils mit dem Führerstand 2 voraus frontal zusammengestoßen. Aus den Resten der intakten Wagenkästen konnte wieder ein vollwertiger ET 423 hergestellt werden, welcher wieder die Betriebsnummer 423 101 erhielt und bei der S-Bahn München in den Dienst gestellt wurde. Der Führerstand 1 des 423 025 ist nun als 423 601 (Führerstand 2 des 423 101) anzutreffen. Die zerstörten Überreste des 423 025 wurden im Oktober 2001 ausgemustert, die Überreste des 423 101 wurden im Juni 2002 zerlegt.

### 423 111-4 / 423 231-0
Durch den Eisenbahnunfall von Ebenhausen-Schäftlarn vom 14. Februar 2022 wurden die Fahrzeuge 423 111 und 423 231 durch einen frontalen Zusammenstoß so massiv beschädigt, dass die zerstörten Endtriebwagen nach Beendigung der Ermittlungen in München zerlegt wurden. Die übrigen intakten End- & Mitteltriebwagen beider Unfallzüge sind seit April 2023 im Werk Krefeld-Oppum. Geplant sei ein gleiches Vorgehen wie bei 423 101. Derzeit ist noch unbekannt, welche fortlaufende Nummer dieser ET 423 erhalten wird und wann dieser wieder zum Einsatz kommt.